# Andrzej Bartnikowski
Andrzej Bartnikowski (ur. 1972) – reżyser teatralny, dramaturg, pisarz, eseista, poeta.
Ukończył polonistykę w Wyższej Szkole Pedagogicznej w Olsztynie oraz reżyserię w Akademii Teatralnej w Warszawie. Współpracował z czasopismami literackimi: „Portret”, „Przegląd Artystyczno-Literacki” oraz „Borussia”, publikując w nich swoje poezje, eseje i opowiadania.
W latach 90. założył Teatr Żywych Fotografii, wraz z którym brał udział w różnych działaniach Stowarzyszenia „Tratwa”, w tym w warsztatach i akcjach ulicznych organizowanych przez „Tratwę” wraz z teatrem Akademia Ruchu z Warszawy. Teatr Żywych Fotografii przygotowywał także własne produkcje oraz prowadził warsztaty pracy nad ciałem i głosem.
W latach 2000–2003 był jednym z uczestników projektu „Gildia”, będącego efektem współpracy Stowarzyszenia „Tratwa”, New World Performance Laboratory oraz Centrum Edukacji i Inicjatyw Kulturalnych w Olsztynie. W ostatnim stadium projektu był asystentem Jamesa Slowiaka (jednego z dyrektorów artystycznych „Gildii”), podczas tworzenia spektaklu Żywy proch z uczestnikami projektu.
w 2003 r. zadebiutował jako dramaturg tekstem Wolność, opublikowanym w piśmie „Dialog”. W latach 2005–2007 pracował jako sekretarz literacki w Teatrze im. S. Jaracza w Olsztynie. Stworzył cykl czytań performatywnych „Dramat w działaniu” oraz – razem z Mariuszem Sieniewiczem – był współtwórcą festiwalu teatralnego Międzynarodowego Festiwalu Teatralnego „Demoludy”. W 2006 r. jego dramat Łaska nie trwa nad ciałami (tytuł zmieniony potem na Postępujący zanik mięśni) został wyróżniony w konkursie dramaturgicznym miesięcznika „Dialog”, Starego Teatru w Krakowie oraz Ministerstwa Kultury i Sztuki.
Jako reżyser współpracował z teatrami: Teatrem Ateneum w Warszawie, Teatrem Miejskim im. Witolda Gombrowicza w Gdyni, Teatrem im. Stefana Jaracza w Olsztynie, Teatrem Polskim w Poznaniu, Teatrem Polskim w Warszawie, Teatrem Dramatycznym im. Jerzego Szaniawskiego w Wałbrzychu.
Prowadził szereg autorskich warsztatów teatralnych oraz parateatralnych.
W listopadzie 2015 roku został dyrektorem Olsztyńskiego Teatru Lalek.

## Nagrody i wyróżnienia dramaturgiczne
- 1998: trzecie miejsce w konkursie dramaturgicznym „My – młodzi na progu XXI wieku” za tekst Dwoje.
- 2006: wyróżnienie za dramat Postępujący zanik mięśni w konkursie dramaturgicznym zorganizowanym przez miesięcznik „Dialog”, Stary Teatr Krakowie oraz Ministerstwo Kultury i Sztuki.
- 2006: wyróżnienie za dramat Męskie/żeńskie w konkursie dramaturgicznym „Lustro. Obraz. Iluzje” w Łodzi.